# Donnas (Vale de Aosta)
Donnas é uma comuna italiana da região do Vale de Aosta com cerca de 2.646 habitantes. Estende-se por uma área de 34 km², tendo uma densidade populacional de 78 hab/km². Faz fronteira com Arnad, Bard, Carema (TO), Hône, Perloz, Pont-Saint-Martin, Pontboset, Quincinetto (TO), Trausella (TO), Traversella (TO).

## Demografia
| Variação demográfica do município entre 1861 e 2011                               |
|                                                                                   |
| Fonte: Istituto Nazionale di Statistica (ISTAT) - Elaboração gráfica da Wikipedia |